# Landau in der Pfalz
Landau in der Pfalz es una ciudad alemana, sede del distrito de Südliche Weinstraße situada en la región vitivinícola Palatinado, en el estado federado de Renania-Palatinado.

## Historia
La villa, ciudad imperial libre conformó parte de la Decápolis Alsaciana. Anexionada por Francia en 1680, que construyó una importante fortaleza entre 1688-1691. En el siglo XVIII durante la Guerra de sucesión española sufrió cuatro asedios 1702, 1703, 1704 y 1713 (quedando en manos del Sacro Imperio Romano Germánico entre noviembre de 1704 y agosto de 1713). El Congreso de Viena la otorga a Baviera en 1815.

## Personajes célebres
- Michel Bréal (Landau in der Pfalz, 1832 - París, 1915) - Lingüista francés considerado el padre de la semántica.

Obra: Essai de semàntique (1897).